# Rolf Kasparek
Rolf "Rock 'n' Rolf" Kasparek, född 1 juli 1961 i Hamburg, är en tysk musiker. Han är känd som gitarrist och sångare i metalbandet Running Wild och är den enda originalmedlemmen som finns kvar i bandet i sedan skivdebuten med Gates to Purgatory 1984.